# Comuna Veselka, Liubar
Veselka (în ucraineană Веселківська сільська рада) este o comună în raionul Liubar, regiunea Jîtomîr, Ucraina, formată din satele Fîlînți, Mîhailivka și Veselka (reședința).

## Demografie
Componența lingvistică a comunei Veselka
     Ucraineană (98,81%)
     Alte limbi (1,05%)
Conform recensământului din 2001, majoritatea populației comunei Veselka era vorbitoare de ucraineană (98,81%), existând în minoritate și vorbitori de alte limbi.